# Batteria (atletica leggera)

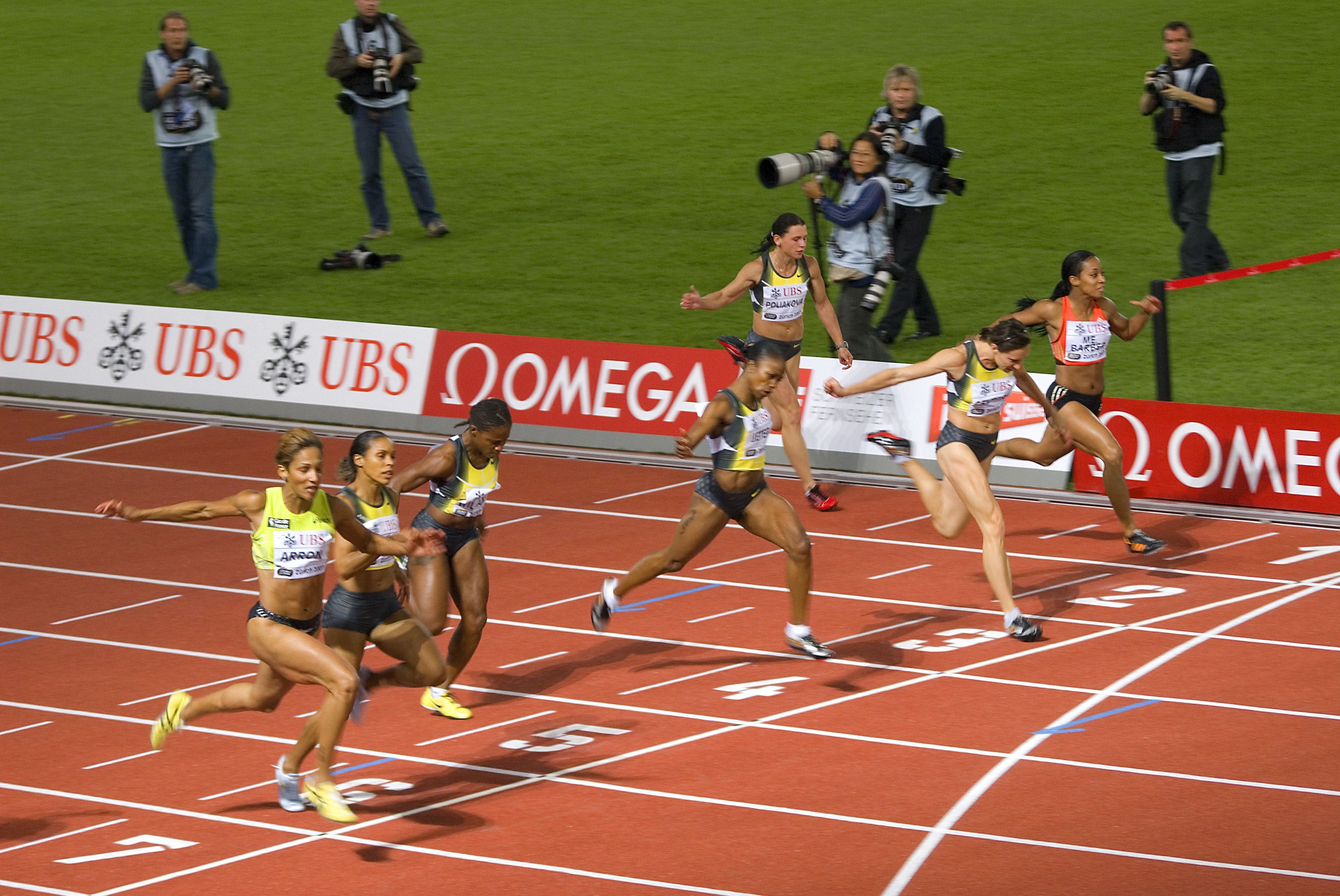
L'arrivo di una batteria di 100 metri piani

Nell'atletica leggera la batteria è ciascuno dei gruppi in cui sono suddivisi gli atleti durante le gare di corsa. A differenza delle serie, le batterie implicano la presenza di una fase finale a cui gli atleti possono accedere tramite turni di eliminatorie.
Le batterie sono preferite alle serie nelle competizioni di livello nazionale o internazionale.
La composizione delle batterie è decisa dal delegato tecnico. Alla batteria di finale accede un numero di atleti pari al numero delle corsie della pista.